# Jules Moriceau

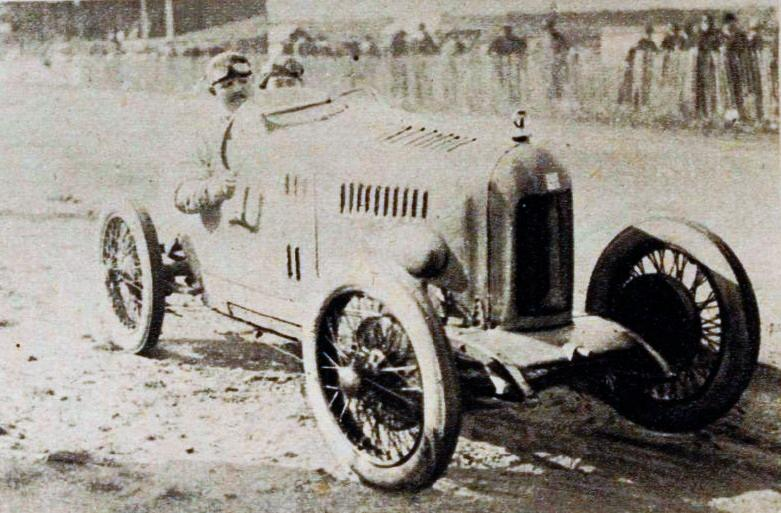
Jules Moriceau als beifahrender Mechaniker von Albert Divo beim Gran Premio de Penya Rhin 1923

Jules Auguste Moriceau (* 2. Januar 1887 in Nantes; † 20. Juni 1977 in Garches) war ein französischer Autorennfahrer.

## Karriere als Rennfahrer
Jules Moriceau, der im Ersten Weltkrieg Rettungsfahrer beim französischen Heer war, kam nach dem Ende des Kriegs in die USA, um dort als Mechaniker zu arbeiten. 1919 war er beifahrender Mechaniker von Louis Wagner in dessen Ballot beim 500-Meilen-Rennen von Indianapolis. 
Wieder in Europa, arbeitete er als Mechaniker bei Automobiles Talbot und war für die Einsatzwagen von Henry Segrave und Albert Divo zuständig. Beiden Piloten stand er auch immer wieder als Beifahrer zur Verfügung. Er war außerdem als Fahrer aktiv. 1925 startete er beim 24-Stunden-Rennen von Le Mans. Rennpartner im Talbot war Edmond Bourlier. Gut platziert musste das Duo nach einem Unfall von Moriceau nach 98 gefahrenen Runden vorzeitig aufgeben. 1927 kam er auch bei Grand-Prix-Rennen zum Einsatz, als er unter anderem Ersatzfahrer von Talbot beim Großen Preis von Frankreich war. Vor dem letzten Renndrittel übernahm er das Steuer des Talbot GPLB von seinem Teamkollegen William Grover-Williams und wurde Vierter.
1928 wurde er Werksfahrer bei Amilcar und startete im Type MCO beim Indianapolis 500 1929. Das Fahrzeug hatte den kleinsten Hubraum im Feld und Moriceau qualifizierte das Auto problemlos für die achte Startreihe, neben Louis Chiron im Delage 1500 GP. Im Rennen schied er nach 31 Runden aus. Ein Teil der Aufhängung war abgebrochen und der Wagen schlug in einer Mauer ein. Der Fahrer blieb dabei unverletzt. Für Moriceau war es der letzte Renneinsatz als Fahrer. Er trat zurück und übernahm die Geschäftsführung einer Automobilwerkstätte in Paris.

## Statistik

### Le-Mans-Ergebnisse
| Jahr | Team                       | Fahrzeug              | Teamkollege     | Platzierung | Ausfallgrund |
| ---- | -------------------------- | --------------------- | --------------- | ----------- | ------------ |
| 1925 | Automobiles Talbot-Darracq | Talbot-Darracq Type C | Edmond Bourlier | Ausfall     | Unfall       |